# West Warwick

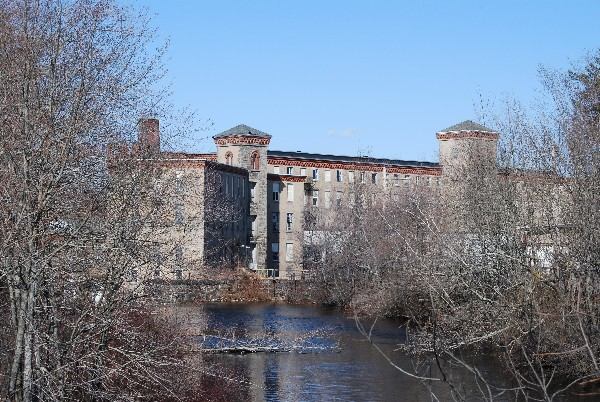
Historische Centerville Mill, West Warwick, Rhode Island

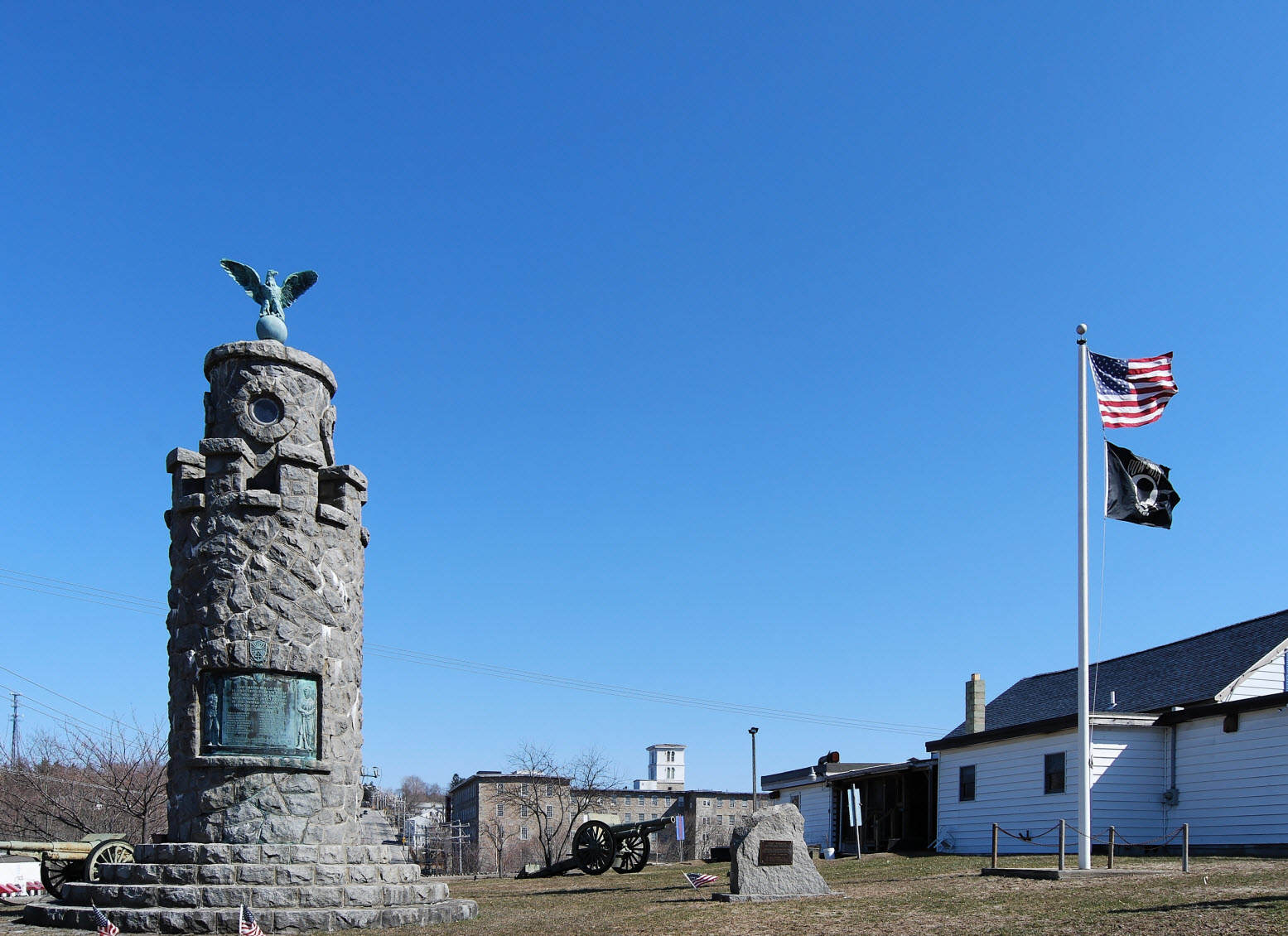
Kriegerdenkmal, West Warwick, Rhode Island

West Warwick ist eine Stadt im Kent County, Rhode Island, Vereinigte Staaten. Das U.S. Census Bureau hat bei der Volkszählung 2020 eine Einwohnerzahl von 31.012 ermittelt.

## Geographie
Die Stadt liegt am Südwestrand der Providence Metropolitan Area, eines Ballungsraumes an der Atlantikküste mit 1,5 Millionen Einwohnern rund um Providence, etwa 40 km südwestlich von Boston und 200 km nordöstlich von New York. Die Stadt ist gut an den Straßenverkehr angebunden, neben einigen State Routes im und beim Stadtgebiet verläuft die Interstate 95 knapp östlich daran vorbei.
Die Stadt liegt kaum fünf Kilometer westlich der Narragansett Bay auf der Westseite des Pawtucket River, gegenüber von Warwick auf der anderen Flussseite. Aufgrund der Besonderheiten der Verwaltungsgliederung von Neuengland liegen folgende Dörfer im Stadtgebiet von West Warwick:
- Arctic
- Centerville
- Clyde
- Crompton
- Jericho
- Lippitt
- Natick
- Phenix
- River Point
- Wescott

## Bevölkerung
Bei der Volkszählung 2000 wurden 29.581 Einwohner gezählt. Davon waren knapp 94 % Weiße, zu etwas mehr als 1 % waren Afro-Amerikaner und Asiaten vertreten. Der restliche Anteil verteilte sich auf mehrere Volksgruppen. Das Pro-Kopf-Einkommen betrug 20.250 US-Dollar, 11,2 % der Bevölkerung lebte unter der Armutsgrenze.

## Geschichte
Die Gegend war vor der Besiedelung durch die Europäer vom Indianer-Stamm der Narraganset besiedelt. 1642 kaufte eine Gruppe um Samuel Gorton im sogenannten Shawomet Purchase ein Gebiet im südlichen Rhode Island vom Narraganset-Häuptling Miantonomi. 1647 organisierten die Siedler eine Verwaltung unter dem Namen Warwick. West Warwick wurde 1913 als eigenständige Stadt gegründet, es ist die jüngste Stadt im Bundesstaat.
Vor 1913 war die Stadt das Industriezentrum der größeren Stadt Warwick. Wie auch viele andere Städte und Ortschaften in Rhode Island profitierten die Siedler von der reichlich verfügbaren Wasserkraft, so dass sich auch im Gebiet von Warwick schon sehr früh eine Industrie von Woll- und Textilherstellung und Eisenverarbeitung entwickeln konnte, die sich vor allem an den Ufern des Pawtucket River konzentrierte. Nach dem Niedergang der Textilindustrie hatte West Warwick mit wirtschaftlichen Schwierigkeiten zu kämpfen.
Am 20. Februar 2003 kamen bei einem Brand in einem Nachtclub 100 Menschen ums Leben. (→Brandkatastrophe im Nachtclub The Station)

## Söhne und Töchter der Stadt
- George Brayton (1830–1892), Erfinder und Konstrukteur
- James G. Connolly (1886–1952), Politiker
- Robert E. Quinn (1894–1975), Gouverneur von Rhode Island
- Danny Hayes (1946–2004), Jazztrompeter
- Chuck Palumbo (* 1971), Wrestler